# Françay
Françay település Franciaországban, Loir-et-Cher megyében. Lakosainak száma 271 fő (2022. január 1.). Françay Gombergean, Herbault, Lancôme, Landes-le-Gaulois, Saint-Cyr-du-Gault, Saint-Étienne-des-Guérets és Santenay községekkel határos.

## Népesség
A település népességének változása:
| Lakosok száma | 276  | 222  | 227  | 279  | 287  | 281  | 273  | 271  | 272  | 271  |
|               | 1968 | 1982 | 1990 | 2006 | 2013 | 2015 | 2017 | 2019 | 2020 | 2022 |